# Johannes Mezgolits
Johannes Mezgolits (* 23. Januar 1979) ist ein österreichischer Politiker der Österreichischen Volkspartei (ÖVP). Seit 2012 ist er Bürgermeister von Donnerskirchen, vom 17. Februar 2020 bis zum 6. Februar 2025 war er Abgeordneter zum Burgenländischen Landtag.

## Leben
Johannes Mezgolits besuchte nach der Volksschule in Donnerskirchen und der Unterstufe am Theresianum Eisenstadt von 1993 bis 1997 eine Fachschule für Maschinenbau.
In der Jungen Volkspartei (JVP) war er Ortsobmann in Donnerskirchen sowie Bezirksobmann-Stellvertreter im Bezirk Eisenstadt. Von 2007 bis 2012 amtierte er als Vizebürgermeister in Donnerskirchen, wo er nach der Gemeinderatswahl 2012 Josef Frippus (SPÖ) als Bürgermeister nachfolgte. 2018 wurde er stellvertretender Bezirksparteiobmann der ÖVP im Bezirk Eisenstadt und Landesgeschäftsführer des Österreichischen Arbeitnehmerinnen- und Arbeitnehmerbund (ÖAAB) im Burgenland. Seit 2019 fungiert er als Kammerrat als Fraktionssprecher der ÖVP Arbeitnehmer in der Arbeiterkammer (AK).
Bei der vorgezogenen Landtagswahl im Burgenland 2020 kandidierte er hinter Christoph Wolf und Martina Schmitt auf dem dritten Listenplatz im Landtagswahlkreis 2 (Bezirk Eisenstadt-Umgebung, Eisenstadt und Rust). Mezgolits überholte die vor ihm gereihte Martina Schmitt bei den Vorzugsstimmen und errang damit ein Mandat. Am 17. Februar 2020 wurde er in der konstituierenden Sitzung der XXII. Gesetzgebungsperiode als Abgeordneter zum Burgenländischen Landtag angelobt. Im Landtag wurde er Obmann-Stellvertreter im Sozialausschuss und Mitglied im Petitionsausschuss, im ÖVP-Landtagsklub fungierte er als Bereichssprecher für Arbeitnehmer, Lehrlinge, Pendler und Wohnbau.
Nach der Landtagswahl 2025 schied er aus dem Landtag aus.